# Fort McKenzie, Montana
Fort McKenzie var en handelsstation på nordbredden af Upper Missouri River i Montana drevet af American Fur Company fra 1832 til 1844.:21  Fortet blev bygget omkring 10 kilometer over Marias Rivers udløb i Missouri River for at drive handel med de lokale Piegan og Kainai (eller Blood) blackfoot indianere.:962  Fortet fik navn efter Kenneth McKenzie, der med sæde i Fort Union stod for den overordnede ledelse af American Fur Companys handel med stammerne ved Upper Missouri River.:36 

## Fortet bygges
Fort McKenzie erstattede pelskompagniets handelsstation Fort Piegan ved udmundingen af Marias River, som var i brug fra 1830 til det brændte året efter;:21  tilsyneladende stukket i brand af indianere.
Under ledelse af David D. Mitchell og muligvis siden af Alexander Culbertson:188  tog den nye handelsstation form i løbet af 1832. En kvadratisk palisade med mellem 42:962  og 60 meter lange sider beskyttede det indre af fortet. Her lå etplans-husene af træ til handelsfolkene, fortets lagerbygninger:191  med plads til bl.a. 1800 bisonskind:193  samt et underjordisk krudtmagasin.:194  Et is- eller kølehus var beregnet til isblokke savet ud af den tilfrosne flod om vinteren; vildtkød lagt ind her holdt sig friskt flere dage selv om sommeren.:194  En skindpresse blev konstrueret et sted i fortet.:271  Fort McKenzie havde to høje blokhuse med kanoner,:191  og dets port blev forstærket med dobbeltdøre.:962  Maximilian zu Wied beskrev dog fortet som generelt mindre solidt bygget end Fort Union. I efteråret 1833 var det arbejdsplads for 27 folk,:243  indbefattet tolke.:191 
Både eksistensen af Fort Pierre og tilstedeværelsen af D. D. Mitchell i blackfoot territoriet i forbindelse med bygningen af Fort McKenzie er nævnt i Kainai høvding Bad Heads vintertælling. Mitchell kaldes ”Big Knife” i vintertællingen.:9 

### Bestyrerne af Fort McKenzie
Den første tid bestyrede D. D. Mitchell handelsstationen.:234 
I juli 1834 kom Fort McKenzie under ledelse af canadieren James Kipp, der tidligere havde arbejdet i Fort Clark.:370 
På et tidspunkt overtog Culbertson ledelsen af handelsposten, som han kendte fra før. Han indgik et langvarigt ægteskab med Medicine Snake Woman fra blackfoot stammens Kainai division ved at lade ni heste bringe hen til brorens tipi.:61  Medicine Snake Woman var søster til en af Fort McKenzies vigtige leverandører af skind og huder, nemlig høvding Seen From Afar fra Fish Eaters gruppen. Giftermålet styrkede forbindelsen mellem fortet og høvdingens lejr samt lokalbefolkningen som sådan.:96 
I sommeren 1843 afløstes Culbertson af F. A. Chardon.:LVII 

## Højdepunkter i fortets historie
Under Maximilian zu Wieds ophold i Fort McKenzie i efteråret 1833 blev en lejr pieganer lige udenfor fortets palisade angrebet af flere hundrede plains crees og assiniboiner.
Et påstået forsøg fra crowerne på at indtage Fort McKenzie med først list og siden gennem en todages- belejring fandt sted i juni 1834; men uden held. Crowernes plan var angiveligt at sikre sig fortets våbenlager til eget brug. Derved ville de også forhindre fortets salg af geværer til blackfoot krigerne, der brugte skydevåbnene i kamp mod bl.a. netop crowerne.:179 
I starten af 1844 dræbte fortets nye leder, F. A. Chardon, med fuldt overlæg flere blackfoot indianere og afgjorde samtidig Fort McKenzies skæbne.

## Fort McKenzie forlades
Francis A. Chardon ragede snart uklar med lokalbefolkningen efter sin indsættelse i Fort McKenzie i 1843. Baggrunden for en vidtrækkende beslutning taget af ham i februar 1844:246  lader til at have været noget stjålet kvæg:11  eller en gris dræbt af indianere og en fejlslagen afstraffelse af de skyldige med en død slave eller ansat til følge.:135 
Sammen med mindst en ansat mere, A. Harvey, straffede Chardon vilkårligt en anden gruppe blackfoot indianere ved at affyre en kanon mod dem, da de kom ind gennem porten for at handle. Fra seks:246  til 13:11  og helt op til 30 indianere siges at være blevet dræbt.:136  Mordene nævnes i flere blackfoot vintertællinger, herunder høvding Bad Faces, der pointerer brugen af en kanon.:11 
Det resulterende fjendskab mod fortets folk fra blackfoot side gjorde det umuligt at drive handelsposten. Efter at denne var rømmet af de ansatte, stak enten de:136  eller siden indianerne den i brand.:Note 75  Pladsen med det nedbrændte fort kaldes med en blanding af fransk og engelsk Brulé Bottom (”Den brændte flodbred”).:21 
En kort tid eksisterede Fort Chardon ved Judith River som en handelsstation mere af navn end af gavn.
Efter 1845 lykkedes det Alexander Culbertson at genskabe tilliden til American Fur Company hos blackfoot grupperne i området. Handelsstationen Fort Lewis blev bygget ved Missouri River omkring 45 kilometer nord for den nuværende by Great Falls som en erstatning for det nedbrændte fort.:22 